# Leo albus

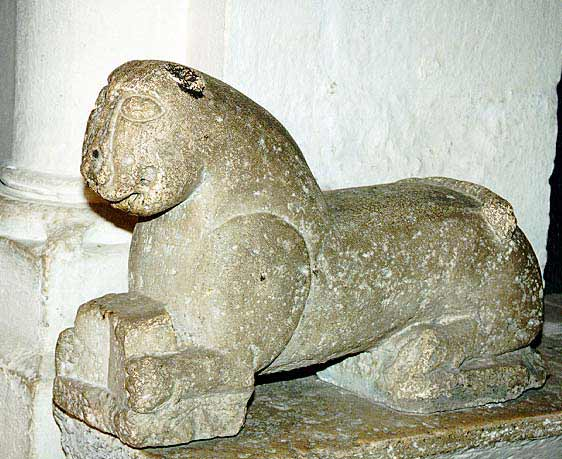

Leo albus – gotycka rzeźba znajdująca się w Katedrze św. Marcina w Spiskiej Kapitule uznawana za najstarszy tego typu obiekt na terenie Słowacji.

## Historia
Rzeźba pochodzi z przełomu XII i XIII wieku i została prawdopodobnie wykonana przez lokalnego artystę. Przedstawia lwa bez grzywy w którego przednich łapach umieszczono książkę, prawdopodobnie Ewangelię. Według badaczy nawiązuje ona do symbolicznego przedstawienia św. Marka Ewangelisty. Rzeźbę wykonano z trawertynu, a od jego barwy pochodzi nazwa Leo albus. Rzeźba być może była umieszczona na zewnątrz katedry. Obecnie jest przechowywana wewnątrz, przy północnym wejściu.
W 2009 roku rysunek lwa projektu Petera Augustovič'a i Petera Biľaka został umieszczony na znaczku pocztowym o nominale 0.5 euro, który wydała Slovenská pošta z napisem Spišská Kapitula. 